# Chorthippus dorsatus
Chorthippus dorsatus — вид прямокрилих комах родини саранових (Acrididae). 

## Опис
Тіло самця завдовжки 14-18 мм, самиці — 19-25 мм. Забарвлення коричневе або оливково-зелене. Черево самця забарвлене у червоний колір. Груди та спинка густо покриті волосками.

## Поширення
Кобилка зустрічається по всій Європі та помірній зоні Азії до Китаю та Амурської області Росії. Полюбляє вологі луки на висоті до 1800 м над рівнем моря. Може населяти помірно сухі луки, але рідко зустрічається на сільськогосподарських угіддях.

## Спосіб життя
Комаха живиться різними травами. Самиці відкладають яйця на або між травинок або в рослинності безпосередньо над землею. Личинки в кінці травня-на початку червня проходять чотири личинкові стадії поки не стануть дорослими, які з'являються з середини липня до середини жовтня.